# Assedio di Carlisle (1315)
L'assedio di Carlisle del 1315 fu un episodio delle guerre d'indipendenza scozzesi che si svolse dal 22 luglio al 1º agosto 1315 presso la città di Carlisle, in Cumbria, Inghilterra.
Dopo la vittoria a Bannockburn nel 1314, Roberto I di Scozia lanciò una serie di raids in Inghilterra settentrionale. Molte aree lungo il confine anglo-scozzese erano infatti reclamate sia dalla Scozia che dall'Inghilterra, incluso il castello e la città di Carlisle ce controllavano l'accesso all'Inghilterra nord-occidentale.
Il castello di Carlisle era una piazzaforte importante, difesa da una guarnigione comandata da sir Andrew Harclay, veterano d'esperienza. Malgrado le vittorie sul campo, gli scozzesi mancavano di esperienza e delle risorse necessarie per sostenere un lungo assedio; non essendo riusciti a far breccia nelle mura, dovettero ritirarsi il 1º agosto.
Dopo la vittoria degli inglesi, Harclay venne creato conte di Carlisle.

## Antefatti

### Carlisle
La città di Carlisle ed il suo castello erano il capoluogo delle Scottish Marches, una zona cuscinetto creata lungo il confine anglo-scozzese. Questa controllava l'accesso all'Inghilterra nord-occidentale, come Berwick svolgeva la medesima funzione a nordest, rendendolo quindi una zona strategicamente importante nel confronto tra i due paesi. Carlisle, per il suo ruolo, venne attaccata nel 1171, nel 1461, ma fu nel 1315 che gli scozzesi tennero l'assedio più determinante per la sua storia.
Le prime fortificazioni in loco risalivano all'anno 72 d.C. quando i Romani vi realizzarono un primo forte in legno; nel 1092 Guglielmo II d'Inghilterra ordinò la costruzione di un castello di pietra sul medesimo sito, espanso e migliorato poi dai suoi successori.

### La guerra d'indipendenza scozzese
La morte di Alessandro III di Scozia nel 1286, seguita da quella di sua nipote Margherita nel 1290, lasciò tredici aspiranti al trono di Scozia. Questi si accordarono per permettere a Edoardo I l'arbitrato nella questione, in cambio dell'accettazione della sua formale superiorità sulla Scozia. Ad ogni modo, la scelta di John Balliol quale sovrano degli scozzesi incontrò diverse opposizioni sul territorio; quando Edoardo tentò di esercitare la sua autorità sulla Scozia, Balliol venne deposto e gli scozzesi si allearono con la Francia contro l'Inghilterra.
Edoardo rispose invadendo la Scozia nel 1296, inizialmente sconfiggendo i suoi nemici, ma innescando nel contempo la prima guerra d'indipendenza scozzese. Malgrado i successi collezionati sotto la guida di William Wallace, gli scozzesi si trovavano ancora in lotta con gli inglesi nel 1314 quando Roberto I di Scozia riuscì a sconfiggere gli uomini di Edoardo II d'Inghilterra a Bannockburn, unendo la nazione sotto la sua guida.
I raid in Inghilterra settentrionale, iniziati nel 1311, continuarono anche dopo la vittoria di Bannockburn. Carlisle, ad ogni modo, era un punto strategico importante che l'esercito scozzese doveva controllare se voleva minacciare seriamente l'Inghilterra e imporre delle condizioni nel conflitto, ribadendo l'indipendenza del regno scozzese.

## L'assedio

### Gli inglesi

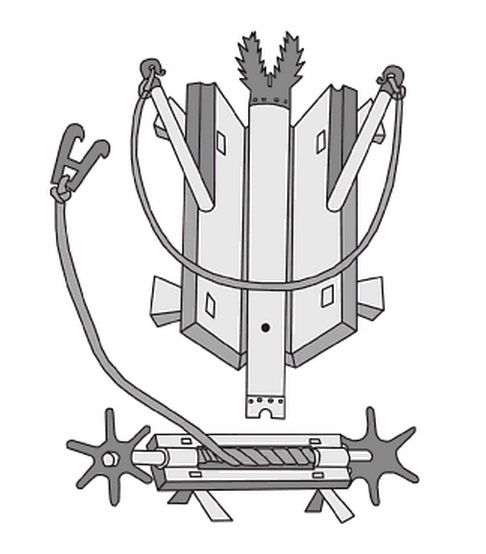
Le spingarde vennero largamente utilizzate nell'assedio di Carlisle.

Gli inglesi sapevano che il castello di Carlisle sarebbe stato tra le mire dei loro nemici dopo la vittoria conseguita a Bannockburn e per questo fortificarono per tempo il sito e la guarnigione locale, nominando con sei mesi d'anticipo Andrew Harclay al ruolo di governatore del castello con qualche centinaio di uomini. Questi vennero rinforzati da uomini provenienti dalle aree circostanti. È probabile che sia Harclay che i suoi uomini avessero combattuto a Bannockburn contro gli scozzesi l'anno precedente, prendendo quindi confidenza con l'armata nemica. I difensori erano equipaggiati con catapulte e spingarde.

### Gli scozzesi
Guidati dal loro re, Robert Bruce, gli scozzesi avevano trionfato nella battaglia di Bannockburn l'anno precedente, ma mancavano di qualsiasi esperienza relativa ad assedi. Bruce preferiva agire su piccoli gruppi con attacchi notturni per cogliere la guarnigione di sorpresa, tecnica che però qui pareva inadatta al tipo di struttura da catturare.

### L'assedio

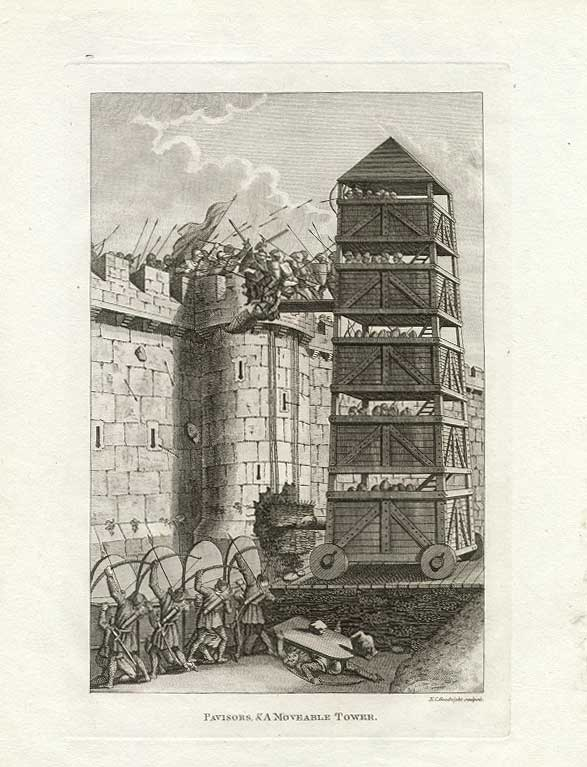
Torre d'assedio medievale

Bruce giunse alla periferia di Carlisle il 22 luglio ed iniziò a distruggere i sobborghi saccheggiando i campi coltivati locali. Gli scozzesi attaccarono dapprima i cancelli della città ma vennero respinti dopo pesanti perdite; quindi costruirono una catapulta che però non riuscì a infliggere pesanti danni.
Costruirono quindi una torre d'assedio e iniziarono a riempire il fossato del castello con terra e altri materiali per poter attaccare direttamente le mura. Entrambi gli approcci fallirono a causa del maltempo che non solo impedì alla torre di muoversi agevolmente, ma riempì nuovamente d'acqua il fossato. Gli scozzesi tentarono di utilizzare delle scale come ponti per passare sul fossato, e di utilizzare un grande scudo di legno e pelli per proteggere gli zappatori mentre si dedicavano alle operazioni di minatura delle mura, ma senza successo.
In un ultimo sforzo di conquistare il castello, Roberto I adottò la tecnica utilizzata per conquistare il castello di Edimburgo a suo tempo, lanciando un attacco secondario mentre James Douglas avrebbe attaccato le mura da un punto non assaltato in precedenza. Anche questo tentativo fallì e l'assedio si concluse il 1º agosto con il ritiro degli scozzesi, probabilmente perché questi avevano udito della notizia dell'arrivo di una colonna di soldati di supporto, o perché avevano saputo della sconfitta di Edward Bruce in Irlanda.

## Conseguenze

### La continuazione delle incursioni scozzesi
Malgrado la loro sconfitta nel 1315, gli scozzesi continuarono i loro attacchi e tentarono di assediare nuovamente Carlisle nel 1316; queste incursioni si dimostrarono estremamente fruttuose, dal momento che la popolazione locale preferiva spesso pagare per evitare di subire devastazioni. Questi attacchi continuarono sino al 1322 quando Edoardo II d'Inghilterra non si accordò per una tregua, anche se ripresero nel 1327. La guerra si concluse nel 1328 quando Edoardo III d'Inghilterra firmò il trattato di Edimburgo–Northampton accettando l'indipendenza scozzese.

### Andrew Harclay

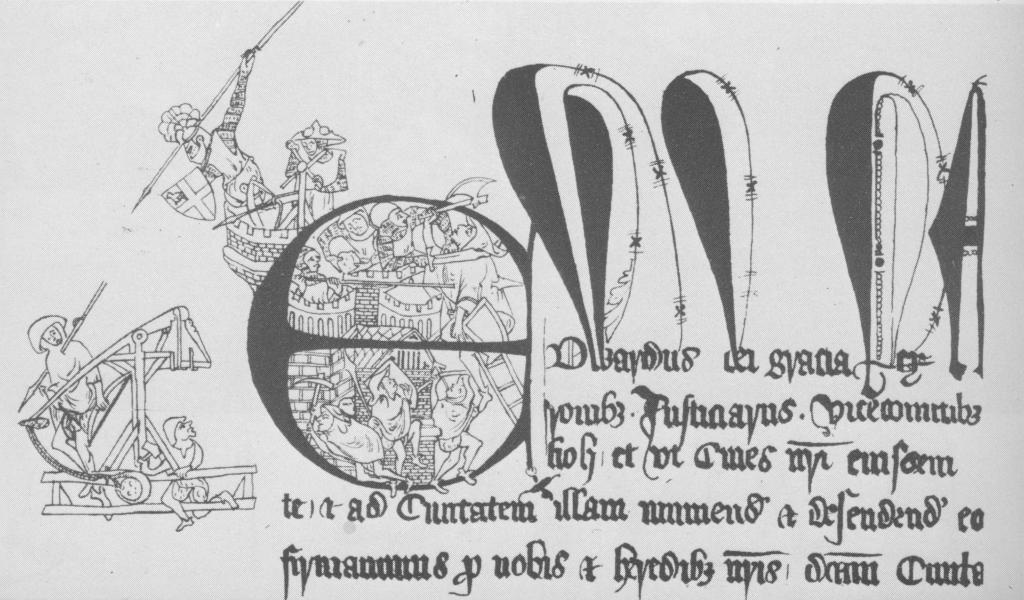
Dettaglio del decreto reale concesso a Carlisle; Andrew Harclay è raffigurato nell'atto di gettare una lancia a nemici che assediano il castello

Dopo l'assedio, Andrew Harclay ricevette 1000 marchi da re Edoardo d'Inghilterra per la sua condotta. La sua posizione come sceriffo del Cumberland venne confermata; ad ogni modo, Roberto I di Scozia lo catturò sul finire del 1315 e per lui venne richiesto un riscatto di 2000 marchi. Edoardo II lo nominò lord guardiano della Western March e nel 1322 lo creò conte di Carlisle.